# Brandenburgischer Oderverein
Der Brandenburgische Oderverein wurde im Jahre 1919 auf Initiative von Paul Trautmann, dem Oberbürgermeister der Stadt Frankfurt (Oder), gegründet.

## Aufgabenstellung
Im Oderbund zusammengeschlossen mit dem Schlesischen Oderverein und dem Pommerschen Binnenschiffahrtsverein versuchte man, gemeinsam der durch den Versailler Vertrag (Teil XII, Kap. 3, Art. 341) konstituierten Internationalen Oder-Kommission gegenüber die deutschen Schiffahrts- und Wirtschaftsinteressen im wirtschaftlichen Einzugsbereiches der Oder zu vertreten. Geschäftsführer des Oderbundes und des Brandenburgischen Odervereins war der Frankfurter Stadtrat Dr. Müller. Durch die Schriften des Brandenburgischen Odervereins wurde die Arbeit dokumentiert.
1934 wurde der Brandenburgische Oderverein mit weiteren regionalen Organisationen zum Verein zur Wahrung der Oderschiffahrts-Interessen e. V., Breslau zusammengeführt.

## Veröffentlichungen des Odervereins
- Franz Simon: Die Oder. Ein Beitrag zu ihrer Natur- und Wirtschaftsgeschichte. Stettin 1929. Heft 1.
- Oderausbau und Oderverkehr. Frankfurt (Oder) 1930. Heft 2.
- Die Schäden des Oder-Hochwassers 1930. Frankfurt (Oder) 1931. Heft 3.
- Hermann Freymark: Die Oder – das Rückgrat des ostdeutschen Verkehrsnetzes. Frankfurt (Oder) 1933. Heft 4.